# Pavel Verbíř
Pavel Verbíř (* 13. listopadu 1972, Mělník) je bývalý český fotbalista, který odehrál celou svou seniorskou kariéru v útočné i záložní řadě severočeského klubu FK Teplice. Byl to dynamický útočník i záložník s dobrou kopací technikou. V Teplicích po ukončení aktivní hráčské kariéry pokračuje jako sportovní manažer.
Kariéru ukončil 28. května 2011 po posledním ligovém zápase sezony 2010/11 se Slováckem (remíza 1:1). V anketě Fotbalista roku 2007 získal titul Osobnost ligy 2007. Jeho syn Pavel Verbíř je také fotbalista, odchovanec Teplic.

## Klubová kariéra
Pavel Verbíř odehrál juniorskou kariéru v klubech:
- Sempra Lobkovice (část Neratovic), 1979–1981
- Sokol Obříství (okres Mělník), 1982–1983
- SK Spolana Neratovice (okres Mělník), 1983–1987, 1991–1992
- AC Sparta Praha, 1987–1991

Celou seniorskou kariéru strávil v Teplicích. 25. března 2010 odehrál při utkání se Slováckem svůj 350. ligový zápas. Začínal jako útočník, při hře znamenitě zahrával standardní situace. Prosazoval se také v koncovce. V Teplicích byl často kapitánem mužstva. Ke konci kariéry nastupoval na pravém či levém kraji zálohy a občas býval i náhradníkem. Oblékal dres s číslem 9. Celkem nastřílel 76 ligových gólů (některé zdroje uvádí 75 branek) a dosáhl 68 gólových asistencí.
Svou dlouholetou kariéru ukončil 28. května 2011 po posledním ligovém zápase sezony 2010/11 se Slováckem (remíza 1:1), v němž si zahrál společně se svým synem Pavlem.

### Klubové statistiky
| Tým                   | Sezona            | Liga   | Liga | Pohár  | Pohár | Evropské poháry | Evropské poháry |
| Tým                   | Sezona            | Zápasy | Góly | Zápasy | Góly  | Zápasy          | Góly            |
| --------------------- | ----------------- | ------ | ---- | ------ | ----- | --------------- | --------------- |
| FK Spolana Neratovice | 1991/92 - 3. liga | ?      | ?    | ?      | ?     | -               | -               |
| FK Teplice            |                   |        |      |        |       |                 |                 |
| 1991/92 - 3. liga     | 14                | 8      | 0    | 0      | -     | -               |                 |
| 1992/93 - 3. liga     | 33                | 21     | 5    | 3      | -     | -               |                 |
| 1993/94 - 2. liga     | 28                | 15     | 3    | 4      | -     | -               |                 |
| 1994/95 - 2. liga     | 31                | 17     | 3    | 0      | -     | -               |                 |
| 1995/96 - 2. liga     | 28                | 11     | 6    | 5      | -     | -               |                 |
| 1996/97               | 23                | 5      | 2    | 2      | -     | -               |                 |
| 1997/98               | 23                | 4      | 1    | 0      | -     | -               |                 |
| 1998/99               | 28                | 13     | 3    | 4      | -     | -               |                 |
| 1999/00               | 29                | 10     | 0    | 0      | 6     | 1               |                 |
| 2000/01               | 28                | 6      | 4    | 1      | -     | -               |                 |
| 2001/02               | 21                | 7      | 4    | 2      | -     | -               |                 |
| 2002/03               | 28                | 3      | 6    | 1      | 6     | 2               |                 |
| 2003/04               | 30                | 7      | 4    | 0      | 6     | 0               |                 |
| 2004/05               | 27                | 6      | 4    | 0      | 4     | 1               |                 |
| 2005/06               | 29                | 6      | 2    | 0      | 4     | 0               |                 |
| 2006/07               | 15                | 1      | 1    | 1      | 1     | 0               |                 |
| 2007/08               | 29                | 4      | 1    | 0      | -     | -               |                 |
| 2008/09               | 21                | 0      | 7    | 1      | 2     | 0               |                 |
| 2009/10               | 26                | 2      | 4    | 0      | 2     | 0               |                 |
| 2010/11               | 21                | 2      | 5    | 2      | -     | -               |                 |
| Celkem 1. liga        | Celkem 1. liga    | 379    | 76   | 65     | 26    | 18              | 1               |
| Celkem 2. liga        | Celkem 2. liga    | 87     | 43   |        |       |                 |                 |

pozn: v kolonce Evropských pohárů je kurzívou statistika z Intertoto Cup, která není započítána do celkové pohárové bilance. Celkem v soutěži odehrál třináct utkání a dal tři góly.

## Reprezentační kariéra
První zápas v A-mužstvu české reprezentace absolvoval Pavel Verbíř 4. září 1996 proti Islandu, toto domácí přátelské utkání český celek vyhrál v Jablonci 2:1. Pavel Verbíř nastoupil v základní sestavě a odehrál kompletní zápas.
Celkem odehrál Pavel Verbíř v reprezentačním A-mužstvu 10 utkání (8 výher, 1 remíza, 1 prohra) a vstřelil 2 góly.

### Reprezentační góly a zápasy
Góly Pavla Verbíře za A-mužstvo české reprezentace 
| Gól | Datum       | Stadion      | Soupeř          | Skóre (min.) | Výsledek | Soutěž                   | Gól         |
| --- | ----------- | ------------ | --------------- | ------------ | -------- | ------------------------ | ----------- |
| 010 | 9. 10. 1999 | Letná, Praha | Faerské ostrovy | 02:00 (84.)  | 2:0      | Kvalifikace na Euro 2000 | padl ze hry |
| 02  | 08. 2. 2000 | Hongkong     | Mexiko          | 02:00 (55.)  | 2:1      | Carlsberg Cup 2000       | padl ze hry |

Zápasy Pavla Verbíře v A-mužstvu české reprezentace 
| Rok    | Zápasy | Góly |
| ------ | ------ | ---- |
| 1996   | 4      | 0    |
| 1997   | 2      | 0    |
| 1999   | 1      | 1    |
| 2000   | 3      | 1    |
| Celkem | 10     | 2    |